# Royal Northern College of Music
El Royal Northern College of Music (RNCM) es un conservatorio ubicado en Mánchester, Inglaterra. Es uno de los cuatro conservatorios asociados con la Associated Board of the Royal Schools of Music. Además de ser un centro de educación musical, el RNCM es uno de los lugares de actuación pública más activos y diversos del Reino Unido.

## Historia
El RNCM tiene una historia que se remonta al siglo XIX y al establecimiento del Royal Manchester College of Music (RMCM). En 1858, Sir Charles Hallé fundó la orquesta Hallé en Mánchester, y a principios de la década de 1890 había propuesto la idea de un colegio de música en la ciudad. Tras una apelación en busca de apoyo, se aseguró un edificio en Ducie Street, Hallé fue nombrado director y la reina Victoria le otorgó el título real. 
El RMCM abrió sus puertas a 80 estudiantes en 1893, aumentando a 117 al final del primer año. Menos de cuatro décadas después, en 1920, se estableció la Northern School of Music (NSM) (inicialmente como una rama de la Matthay School of Music), y durante muchos años las dos instituciones coexistieron pacíficamente. No fue hasta 1955 que la directora de la NSM, Hilda Collins, al reconocer la importancia de la interpretación en la formación de los estudiantes, se reunió con el director del RMCM, Frederic Cox, para plantear la cuestión de la fusión. Las discusiones continuaron hasta septiembre de 1967, cuando se formó un Comité Conjunto para supervisar los planes para combinar los dos colegios. El RNCM se formó en 1972 y se trasladó a su sede construida a propósito en Oxford Road en 1973.

## El edificio del colegio
El edificio del colegio fue construido en la esquina de Oxford Road y Booth Street West entre 1968 y 1973 por los arquitectos Bickerdike, Allen y Rich. La estructura rectangular de dos pisos de concreto está al frente de grandes bahías acristaladas, empotradas detrás de una serie de pilares cuadrados de concreto. Originalmente, una pasarela elevada corría a lo largo del lado de Oxford Road, conectando el edificio con el antiguo Precinct Centre vecino a través de un puente sobre Booth Street East. Secciones truncadas de esta pasarela eran la evidencia vestigial de un plan no realizado para crear una red de "bulevares" elevados, proporcionando rutas peatonales sobre pilotes de concreto por encima del nivel de la calle desde el RNCM hasta los edificios vecinos, y extendiéndose hasta Hulme y Ancoats. Solo se construyeron los puentes sobre Oxford Road y Booth Street East.
En 1997-1998, el edificio del RNCM fue ampliado por los arquitectos Mills Beaumont Leavey Channon, con una nueva entrada construida en el lado occidental y la pasarela fue removida.
Una importante remodelación de la Sala de Conciertos se llevó a cabo entre diciembre de 2013 y septiembre de 2014 por Scott Hughes Design.

## Académicos
El colegio ofrece tanto programas de grado (BMus y curso conjunto MusB/GRNCM con la Universidad de Mánchester en cualquiera de las cinco especializaciones ofrecidas) como programas de posgrado (PGDip, MMus) en interpretación musical y composición. Como parte de su Escuela de Posgrado, en asociación con la Universidad Metropolitana de Manchester, el colegio ofrece grados de investigación (MPhil, PhD) en interpretación musical, composición, musicología y psicología musical, y también otorga premios a nivel de Compañero, Fellowship (FRNCM) y Miembro.
En enero de 2005, el RNCM recibió £4.5 millones del Higher Education Funding Council for England para convertirse en un Centro reconocido de Excelencia en Enseñanza y Aprendizaje (CETL), siendo el único conservatorio del Reino Unido seleccionado para esto.
Actualmente, el RNCM cuenta con 770 estudiantes y 320 miembros del personal docente, la mayoría de los cuales son tutores visitantes a tiempo parcial. Muchos de los miembros del personal también enseñan en el Junior RNCM, una escuela de música sabatina para jóvenes talentosos que desean seguir una carrera musical.

## Facultades
El colegio está dividido en 6 escuelas según el área de especialización:
- Escuela de Composición.
- Escuela de Estudios de Teclado.
- Escuela de Cuerdas.
- Escuela de Estudios Vocales y Ópera.
- Escuela de Viento, Metal y Percusión.
- Música Popular.

También hay una Escuela de Dirección dentro de su Escuela de Posgrado
Vida estudiantil
Asociación de Estudiantes
La asociación de estudiantes del RNCM (RNCMSU) es la principal organización dirigida por estudiantes. Además de representar al cuerpo estudiantil, la RNCMSU también planifica y organiza programas sociales y proporciona apoyo entre pares a los estudiantes. La RNCMSU es miembro de la Unión Nacional de Estudiantes.
Vivienda estudiantil
Hay un residencial, Sir Charles Groves Hall, ubicado junto al campus.  Alternativamente, los estudiantes pueden optar por alquilar un apartamento en Manchester Student Homes, un proveedor de alojamiento para estudiantes universitarios en Manchester gestionado por las universidades.

## Antiguos alumnos destacados
- Don Airey, teclista/compositor.
- Christopher Ball, compositor.
- Alex Banfield, tenor.
- Barry Banks, tenor.
- Daniel Bartholomew-Poyser, director de orquesta.
- Tim Benjamin, compositor.
- Harrison Birtwistle, compositor.
- Peter Butterfield, director de orquesta y tenor.
- Arthur Butterworth, compositor.
- Cathal Breslin, pianista.
- Jon Christos, cantante.
- Chris Craker, clarinetista.
- Peter Maxwell Davies, compositor y Maestro de la Música de la Reina.
- Peter Donohoe, pianista.
- Philip Duffy, compositor.
- Jane Eaglen, soprano.
- David Ellis, compositor.
- Catherine Foster, soprano.
- Alexander Goehr, compositor.
- Anthony Goldstone, pianista.
- Jean Hindmarsh, soprano.
- Simon Holt, compositor.
- Stephen Hough, pianista.
- Elgar Howarth, director de orquesta.
- Rafael Rojas, tenor.
- Gary Hughes, cantante/compositor.
- Darren Jeffery, bajo-barítono.
- Olga Jegunova, pianista.
- Adam Johnson, pianista y director de orquesta.
- Sir Peter Jonas, historia de la música.
- Howard Jones, cantante/compositor.
- Simon Keenlyside, barítono.
- Mary Ann Kennedy, cantante.
- Grant Kirkhope, compositor.
- Eduard Kunz, pianista.
- Alison Lambert, clarinetista.
- Jeffrey Lawton, tenor, tutor, compañero.
- Wilbur Lin, director de orquesta.
- Bernard Longley, Arzobispo de Birmingham.
- Steven Mead, trombonista.
- Sarah Oates, violinista y líder asociada de la Orquesta Filarmónica.
- John Ogdon, pianista.
- Annette Bryn Parri, pianista.
- Rosalind Plowright, soprano/mezzosoprano.
- Julie Price, fagotista.
- Christine Rice, mezzosoprano.
- Martin Roscoe, pianista.
- Andy Scott, saxofonista.
- Ronald Stevenson, compositor y pianista.
- Gordon Stewart, organista.
- Iyad Sughayer, pianista.
- Benedict Taylor, violista y compositor.
- Ben Thapa, tenor.
- Sir John Tomlinson, cantante.
- Ian Vine, compositor, nacido en 1974.[13]
- Kristofer Wåhlander, director de orquesta.
- Simon Willescroft, saxofonista.
- Gregg Scott, violinista.
- Conor Collins, artista visual.

## Directores del RNCM
- John Manduell. (1973–1996).
- Edward Gregson. (1996–2008).
- Jonty Stockdale. (2008–2012).[14]
- Linda Merrick. (2013–presente).[15]